# ОДАБ-500П

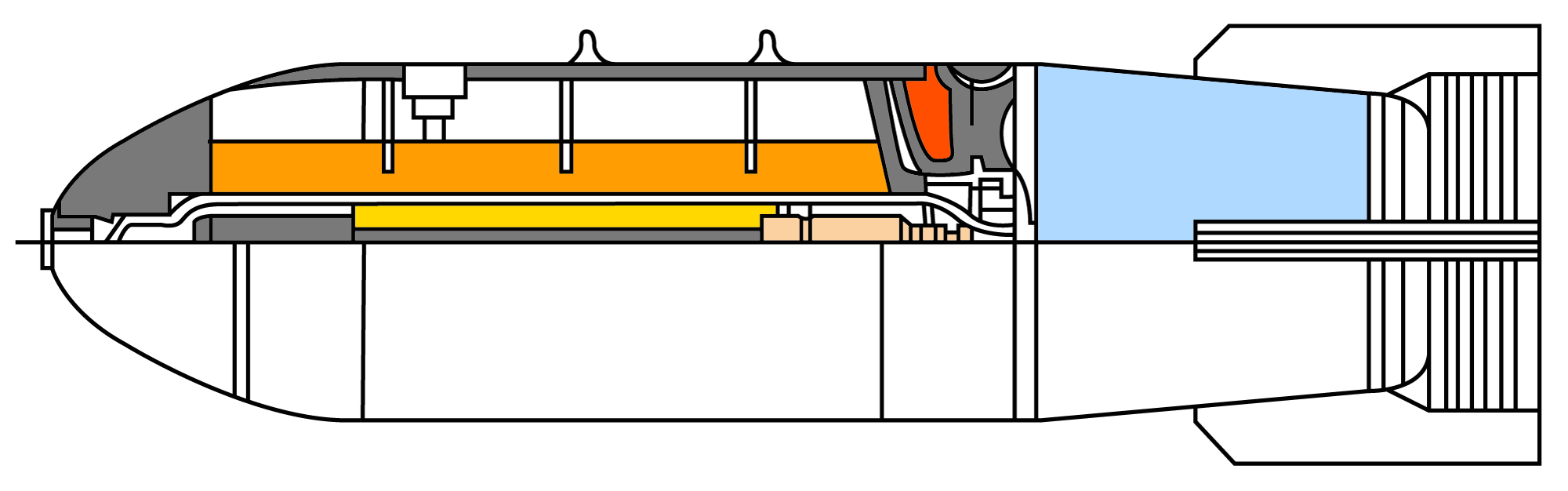
Схема ОДАБ
взрыватель
диспергирующий заряд
снаряжение
вторичный (инициирующий) заряд
корпус
контейнер с парашютом

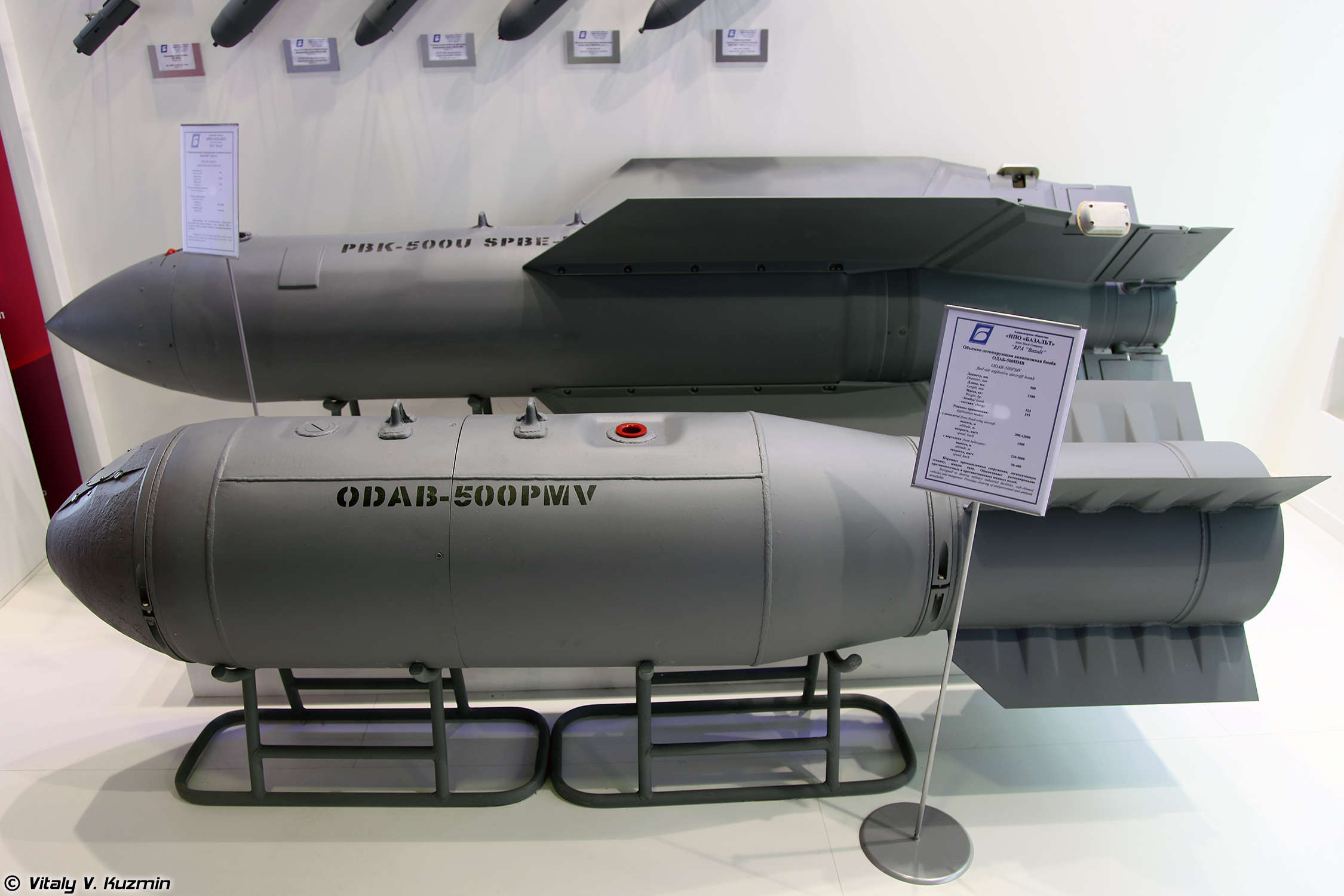
Бомбовая кассета ПБК-500У СПБЭ-К и авиационная бомба объёмного взрыва ОДАБ-500ПМВ

ОДАБ-500П — объёмно-детонирующая авиабомба российского производства. Является разновидностью фугасных бомб и предназначена для поражения фугасным действием живой силы и легкоуязвимой техники, а также для разминирования местности. Применяется с высот 200—1000 м при скорости самолёта-носителя до 1100км/ч.
При взрыве в эпицентре во фронте ударной волны давление достигает 90...120 атм., радиус сплошного поражения — не менее 300 м.
Состоит из тонкостенного корпуса, снаряжения, контейнера с парашютной системой и взрывательного устройства У-563. Снаряжается жидким пипериленом (в отличие от предыдущей бомбы ОДАБ-500, снаряжавшейся окисью этилена). Бомбу называют «двухтактной» из-за наличия 2-х этапов (тактов) во время боевого применения. Первый — распыление, второй — окисление (подрыв). В головной части размещён упредитель, блок питания, коммутирующий механизм и взрыватель взрывательного устройства. В средней части размещается пиперилен — общей массой 145 кг, центральный заряд ВВ и шесть периферийных зарядов. В хвостовой части, в контейнере, размещается парашютная система, пиропатрон, вторичный заряд, взрыватель и датчик работы тормоза.
Известна модернизированная (заменой пиперилена на другое горючее, внешних отличий нет) версия ОДАБ-500ПМ (разработана в 1970-е гг.) и всевысотная модификация последней ОДАБ-500ПМВ.

### Устройство
Авиабомба (АБ) ОДАБ-500ПМВ состоит из боевой части, наполненной жидким горючим, диспергирующего заряда, контейнера с парашютной системой, инициирующим зарядом и механизмом расцепления, пиропатрона, патрона, устройства переменной задержки (УПЗ) и взрывательного устройства, в состав которого входят упредитель, взрыватели Б1 и Б2, блок питания, коммутирующий механизм и датчик работы тормоза (ДРТ).

### Действие
При бомбометании с самолетов без задействования УПЗ в момент отделения авиабомбы от самолета импульс электрического тока подается на взрывательное устройство (ВУ).
При бомбометании с самолетов и с вертолетов с задействованием УПЗ в момент отделения авиабомбы от самолета (вертолета) импульс электрического тока подается на УПЗ. По истечении установленного на УПЗ времени задержки электрический импульс подается на взрывательное устройство (ВУ).
После подачи электрического импульса на ВУ происходит запуск блока питания и часового механизма, и осуществляется заданная программа коммутации электрических цепей ВУ.
По истечении определенного времени парашютная система открывается, лидер выстреливается на определенное расстояние разматывая жгут, связывающий его механически и электрически с АБ, движки взрывателей Б1 и Б2 устанавливаются в боевое положение.
При встрече лидера или авиабомбы с преградой срабатывают инерционные замыкатели лидера или взрывателя Б1, вызывая срабатывание огневых цепей взрывателей Б1 и Б2. От импульса взрывателя Б1 происходит подрыв диспергирующего заряда. В результате его срабатывания разрушается корпус боевой части, происходит дробление и метание жидкого горючего с образованием топливовоздушного облака.
Через определенное время срабатывает взрыватель Б2, который подрывает инициирующий заряд. От срабатывания инициирующего заряда происходит детонация облака с образованием ударной волны большой мощности, которая поражает цель.